# Stjepan Držislav horvát király

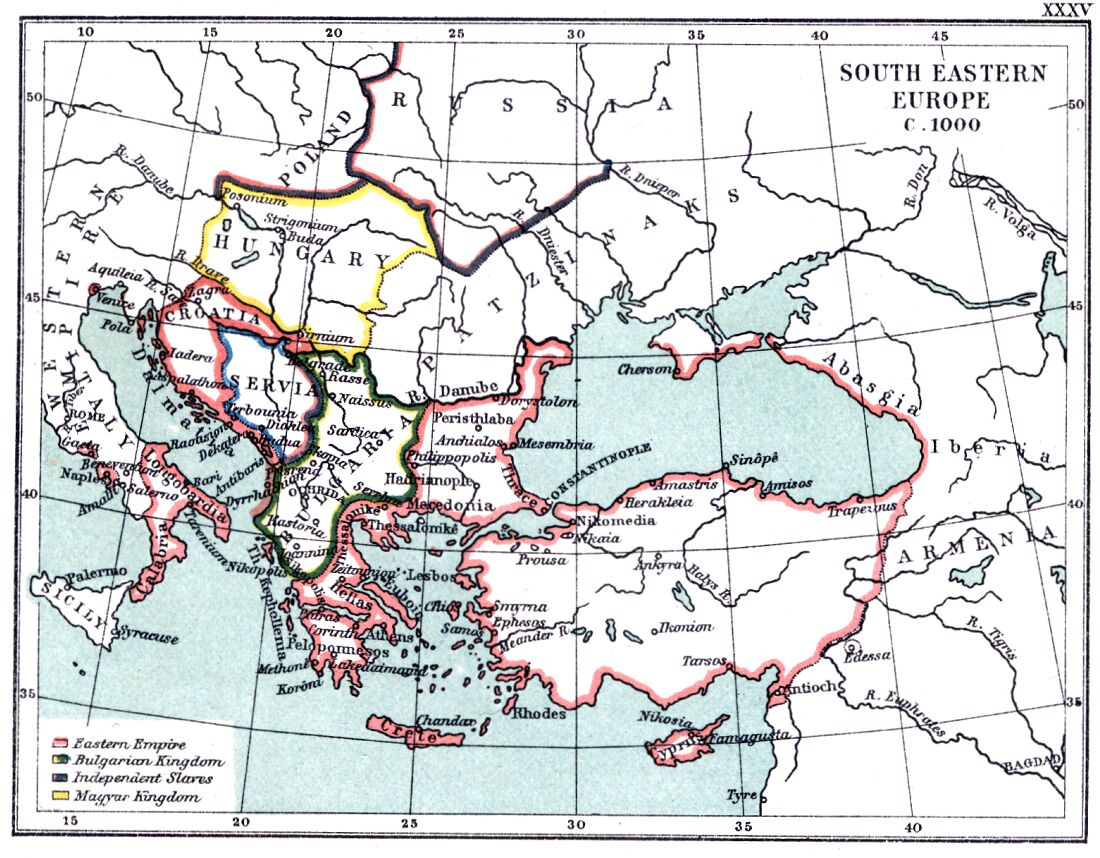
A Balkán-félsziget 1000 körül

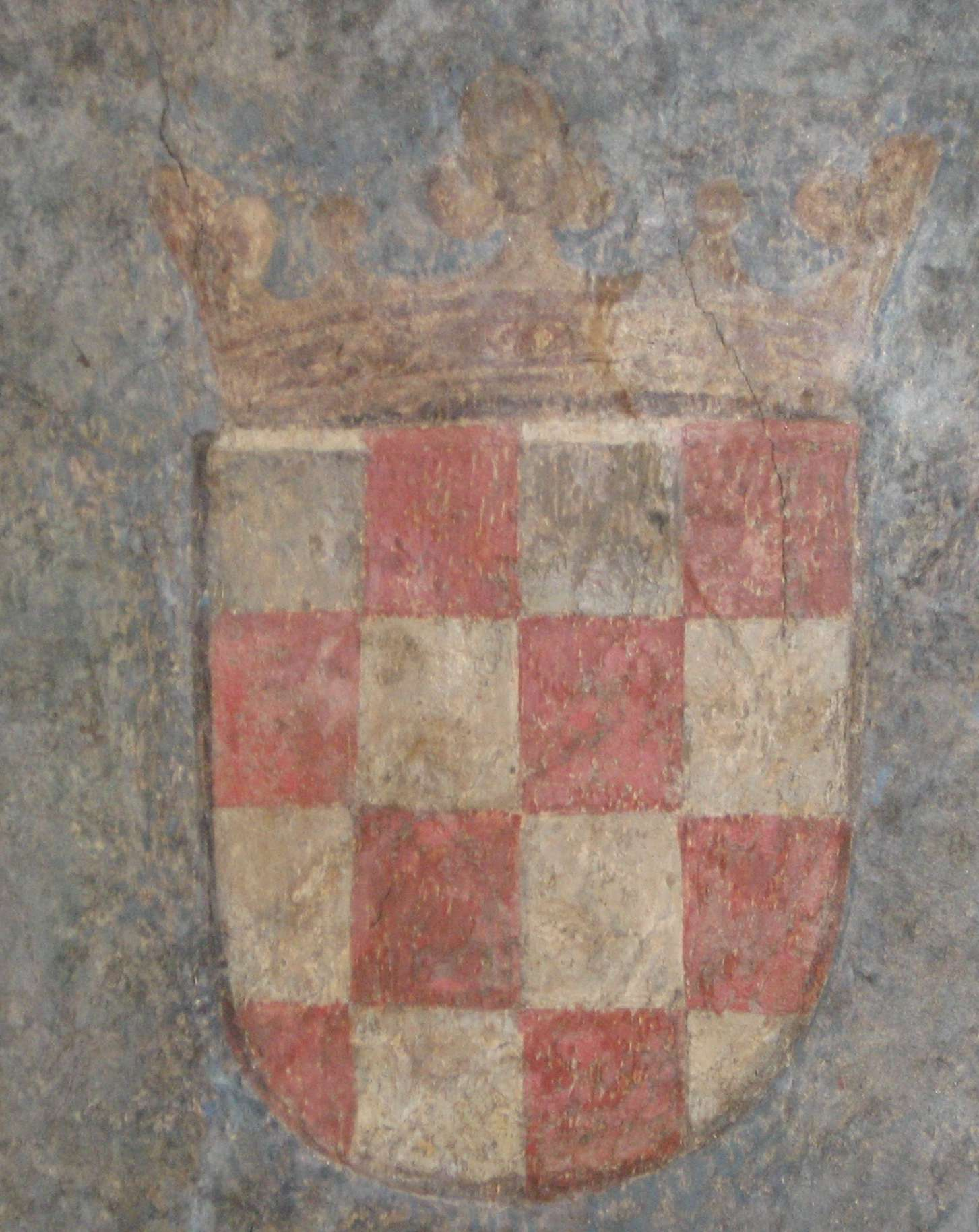
Horvát címer 1495-ből

Stjepan Držislav (magyarul „Drzsiszláv István”, ? – 996 vagy 997) a középkori Horvát Királyság uralkodója volt, a Trpimirović-házból, aki 969-ben lépett trónra. II. Mihály Krešimir és Zárai Jelena fia volt. Hosszú uralma alatt baráti kapcsolatokat ápolt Bizánccal és annak szövetségese volt a Sámuel bolgár cár elleni 40 éves háborúban.

## Uralkodása
Feliratos emlékek és a krónikás hagyomány alapján valószínűleg ő volt az első horvát király, aki valamelyik univerzális hatalomtól (császár, pápa) – ő történetesen II. Baszileiosz bizánci császártól – kapott királyi jelvényekkel uralkodott.
Trónra lépése után anyja Jelena uralkodott az ország fölött mint kormányzó, egészen 976-ban bekövetkezett haláláig. 960 körül meghalt Časlav Klonimirović szerb nagyzsupán, és nem hagyva utódot maga után, fejedelemsége gyorsan szétesett. 971 körül Szerbia nagyobb része Bizánc fennhatósága alá került. Bosznia területe Horvátországhoz került, kivéve Duklját, amely megtartotta önállóságát.
A Balkán-félszigeten ekkor kezdődött Bizánc és a Bolgári császárság között a háború, mely egészen 1014-ig tartott, amikor a kleidioni csatában a bolgárok döntő vereséget szenvedtek. Stjepan Držislav Baszileiosz bizánci császárral lépett szövetségbe. 986-ban Sámuel megkísérelte elfoglalni az Adriai-tenger partján fekvő városokat, de a bizánciaknak mind sikerült megvédeni. Hogy erősítsék a szövetségi kapcsolatokat, az ostromok után a városokat átengedték a horvát királynak.
A bizánci császár kinevezte Stjepan Držislavot Dalmácia és Horvátország patriárkájának és exarchájának. Sámuelnek ezek után sikerült meghódítania a Drina és a Boszna folyók közti területet, valamint Duklját, Szerémséget, Szerbiát és Zahumljet. Horvátországba is betört, de nem sikerült elfoglalnia. Sámuel ellenfelei gyakran Horvátországban találtak menedéket. Stjepan ezek közül 14 nevezetesebbet Klisa városában telepített le, ahol ők 994-ben megalapították a szalonai Szent Mihály templomot.
A velenceiekkel békés viszonyban állt, ami a kereskedelem virágzásához vezetett. Viszont miután a Velencei Köztársaság szövetséget kötött Bizánccal és a Német-római Birodalommal, megtagadták a vámok (az un. „solitus census”) fizetését, amely harchoz vezetett a tengeren.
Stjepan Držislav 996 vagy 997-ben halt meg és három fiat hagyott hátra: Szvetoszlávot, Kresimirt és Gojszlávot. Halála után polgárháború tört ki a trónért, ami lényegesen legyöngítette az országot és nagyjából elveszett minden ami Stjepan uralma alatt lett szerezve.

## A horvát címer létrejöttének legendája
Stjepan Držislavhoz fűződik a horvát címer létrejöttének legendája is. A legenda szerint a király háborúzott a velenceiek ellen, akik próbálták elfoglalni az adriai partmelléket. Az egyik csatába fogságba esett és a velenceiek börtönbe vetették a királyt. A velencei dózse, Orseolo Péter meghallotta, hogy a horvát király jól tud sakkozni. Ekkor fölajánlotta neki, hogy ha három partiban győz, akkor szabadon engedi. Držislav király elfogadta a kihívást és sikerült háromszor győznie. A dózse betartotta szavát és hazaengedte a királyt. Ezek után Držislav emlékül a sakktáblát vette címernek, és ez a címer maradt meg a mai napig.